# William Gopallawa
William Gopallawa (en singhalais : විලියම් ගොපල්ලව et en tamoul : விலியம் கோபள்ளவா), né le 17 septembre 1896 à Matale et mort le 31 janvier 1981 à Colombo, est un homme d'État srilankais. Il est gouverneur général de Ceylan de 1962 à 1972 puis président du Sri Lanka de 1972 à 1978.

## Biographie
De 1926 à 1939, Gopallawa est membre du conseil municipal de Matale. Il est nommé ambassadeur en Chine en 1960 puis aux États-Unis l'année suivante.
Il est le dernier gouverneur général de Ceylan entre 1962 et 1972. Le dominion de Ceylan est alors un royaume du Commonwealth. 
Lorsque la république est proclamée en 1972, il devient automatiquement le premier président du Sri Lanka, avec des fonctions honorifiques. En 1978, quand le Premier ministre Junius Richard Jayewardene instaure une nouvelle constitution de force, les pouvoirs exécutifs sont transférés du poste de Premier ministre à celui de président. William Gopallawa est alors démis de ses fonctions, et Jayewardene lui succède.
Gopallawa était connu pour être austère et non partisan. Il meurt le 31 janvier 1981 à l'âge de 84 ans.

## Distinctions
- Membre de l'ordre de l'Empire britannique (MBE) en 1953.
- Médaille du Roi du Népal Birendra Bir Bikram Shah Dev en 1975.